# Prospect
Prospect je ljubljanska progresivna metal skupina s koreninami pri sorodni ameriški skupini Dream Theater. Ustanovljena je bila leta 1999, ko je izšel tudi njihov prvenec #1, ki je bil dobro sprejet tako med domačimi ljubitelji tovrstne glasbe, še bolj pa v tujini. Če omenimo le najodmevnejše nastope, leta 2001 so bili predskupina na ljubljanskem in zagrebškem koncertu Paula Di'Anna (nekdanji pevec pri Iron Maiden), večino oktobra 2003 so skupaj z uveljavljenimi zasedbami preživeli na turneji The Bonded of Metal over Europe, julija leta 2004 pa so bili predskupina na avstrijskem delu znane ameriške skupine Queensrÿche.

## Sestava

### Prvotna sestava do leta 2002
- Roman Fileš (kitara)
- Simon Jovanovič (vokal)
- Rok Plestenjak (klaviature)
- Žele Jokič (bas kitara)
- Peter Mlinar (bobni)

### Sestava po letu 2002
Po izidu albuma Moments je pevec Simon Jovanovič zapustil skupino in pričel s samostojnim projektom. Nadomestil ga je Robi Grdič. 
- Roman Fileš (kitara)
- Robi Grdič (vokal)
- Rok Plestenjak (klaviature)
- Željko Jokič (bas kitara)
- Peter Mlinar (bobni)

### Sestava po letu 2006
- Roman Fileš (kitara)
- Robi Grdič (vokal)
- Dejan Pakiž (klaviature)
- Urban Medič (bas kitara)
- Peter Mlinar (bobni)

## Diskografija
- #1 (1999, samozaložba)
- Moments (2002, samozaložba)
- Chronicles Of Men (2007, samozaložba)